# Portocal
Portocalul dulce (Citrus x sinensis) este un arbore fructifer hibrid între mandarin și pomelo. Este vorba despre un arbore de mărime mijlocie, dar în condiții optime poate ajunge la 13 m înălțime, are coroana mare, rotundă sau piramidală, cu frunze ovale de 7–10 cm cu margine dreaptă și ramuri care uneori au spini mari de 10 cm. Florile sunt albe parfumate, care apar izolat sau în buchet. Fructul este Portocala dulce.

### Caracteristici
Portocalul a fost considerat în mod tradițional ca specia C. sinensis din genul Citrus. Lămâiul, Lima și Portocalul amar (Citrus aurantium) aparțin aceluiași gen. Investigații recente au demonstrat că majoritatea acestor pomi fructiferi sunt în realitate hibrizi produși din Pomelo (Citrus maxima), mandarina (Citrus reticulata) și Chitra (Citrus medica), iar numele științific corect este (Citrus sinensis). Vechiul nume, fără specificația de hibrid, se folosește încă mult.

### Etimologia și origine
Portocalul are origine în India, Pakistan, Vietnam, sud estul Chinei și a fost adus de arabi în occident. În sanscrită se numea nâranga (probabil de origine darvidică, nu ariană; în tamilă naru înseamnă parfum. Din India a trecut în Arabia unde se numea naranj și apoi în sudul Franței, numit naurange (pronunțat noránj)
In nordul Italia "naranza" său "aranza" și "arancia" in Italiană.
Apoi în engleză și franceză s-a transformat în orange. Nu în toate limbile se folosește acest nume, în olandeză se numește „sinaasappel” „măr chinezesc”, iar în română, portocală.
În limba română denumirea pomului fructifer portocal provine de la denumirea fructului său, portocală, împrumutată din limba greacă modernă, portokálli, în alfabetul grec, πορτοκάλι, „portocală”. Toate cuvintele provenite din această denumire (de exemplu „portakal” în limba turcă sau „portacola” în limbile italice de sud precum siciliana și dialectul din Abruzzo și clar "portocale" din Irpinia) au ca origine cuvântul arab البرتقال (portogal), care el însuși apare în sec. VIII în Spania musulmană, referindu-se inițial la gurile râului Duero, de la care se trage și numele țării Portugalia. Această denumire provine din limba latină târzie portus calles : „liman unde navele pot fi trase pe uscat” și este atestată în secolul VI.

### Întrebuințare și calități
Cultivarea acestui arbore face parte din agricultura multor țări, în Statele Unite (Florida și California), cea mai mare parte din țările mediteraneene, alte țări: Brazilia, Costa Rica, Belize, Cuba, Pakistan, China, India, Iran, Egipt, Turcia și Africa de Sud. Crește în general în regiuni umede. Înghețul prelungit sub 0°C, afectează fructul și calitatea acestuia. Se cultivă ca arbore agricol și ornamental.

### Valoare nutritivă
Portocalele conțin vitaminele A și C, fier, calciu și potasiu, având un rol important în dezvoltarea sistemului imunitar al organismului, iar prin antioxidanții componenți reduc efectele îmbătrânirii.
Mineralele conținute contribuie la scăderea tensiunii arteriale, reduc riscul de infarct și de accident vascular, ajută la menținerea ritmului cardiac regulat și oferă energie organismului.

### Producție
Potrivit FAOSTAT principalele producătoare de portocale (tone) în 2005 au fost:
| 1.  | Brazilia      | 17.804.600 |
| 2.  | Statele Unite | 8.266.270  |
| 3.  | Mexic         | 3.969.810  |
| 4.  | India         | 3.100.000  |
| 5.  | Italia        | 2.533.535  |
| 6.  | China         | 2.412.000  |
| 7.  | Spania        | 2.149.900  |
| 8.  | Iran          | 1.900.000  |
| 9.  | Egipt         | 1.789.000  |
| 10. | Indonezia     | 1.311.703  |

### Varietăți comestibile
Există o mare varietate de portocali cu mari diferențe, fundamentale pentru calitatea și gustul fructului, care variază de la dulce la acru. Specia Citrus aurantium produce portocale amare utilizate pentru fabricarea băuturilor, marmeladelor și prăjiturilor.

### Grupul Navel
Caracterizat prin fructul lui mare și fără semințe cu coacere precoce, cu orificiul (buricul) așezat în zona opusă pedunculului. Nu este recomandat pentru sucuri.

#### Varietăți

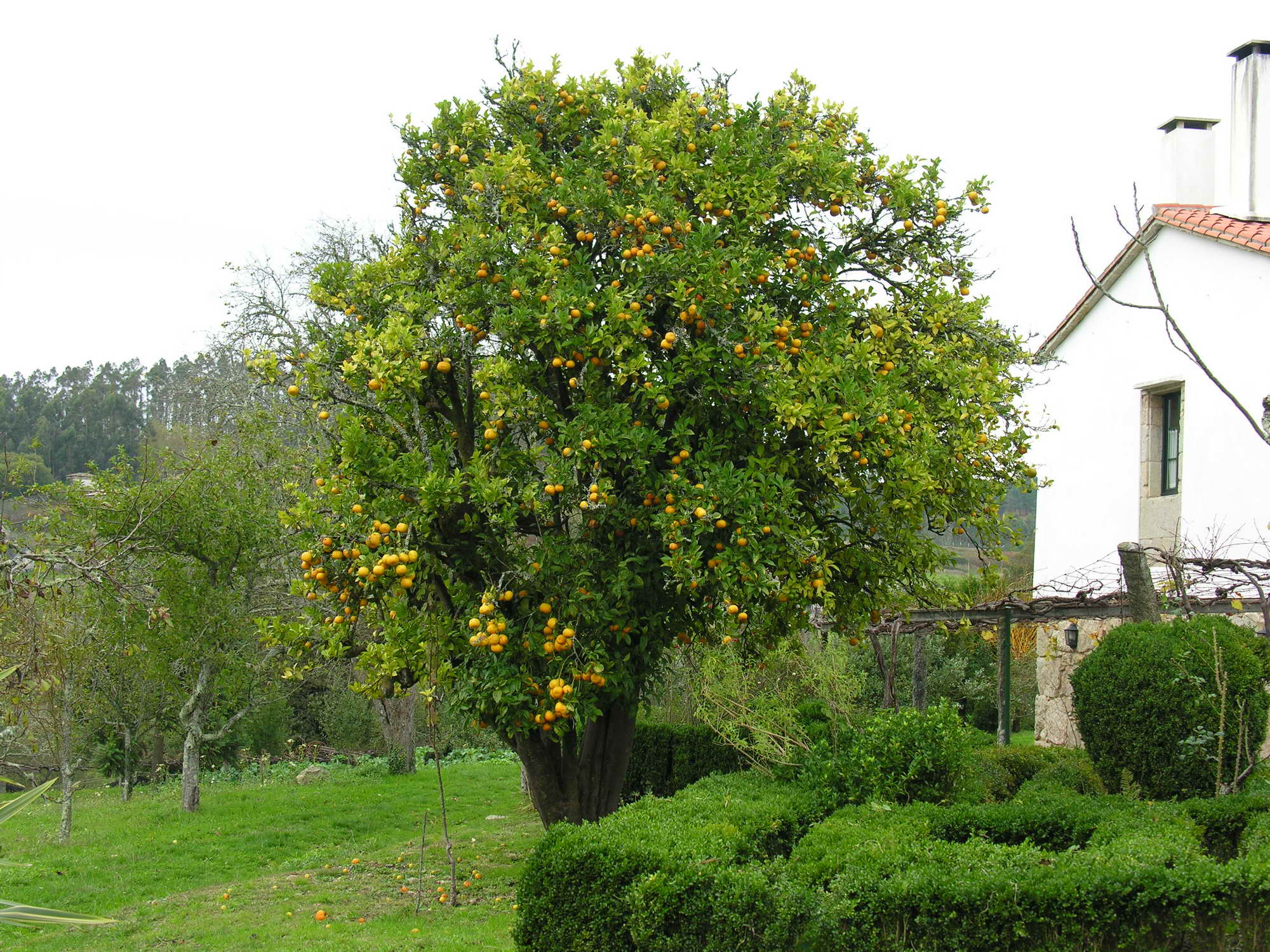
Portocal în Galicia (Spania)

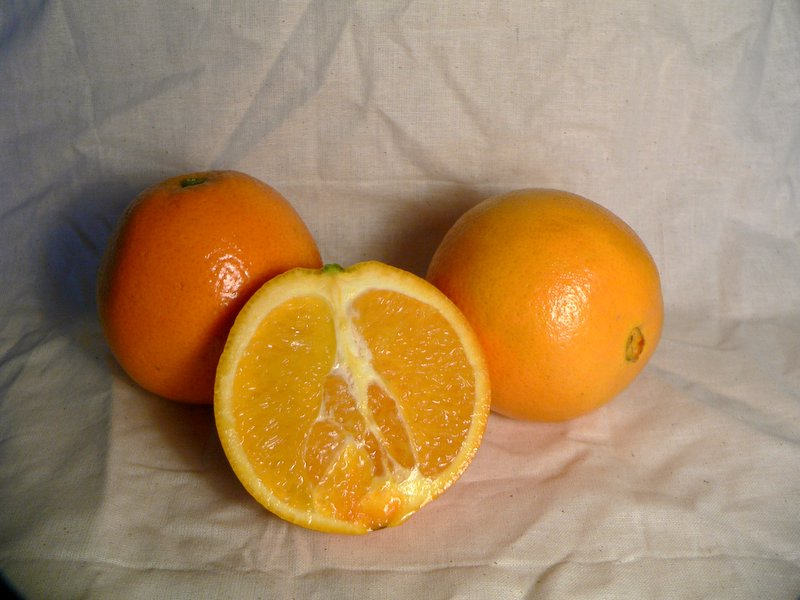
Varietate Navel

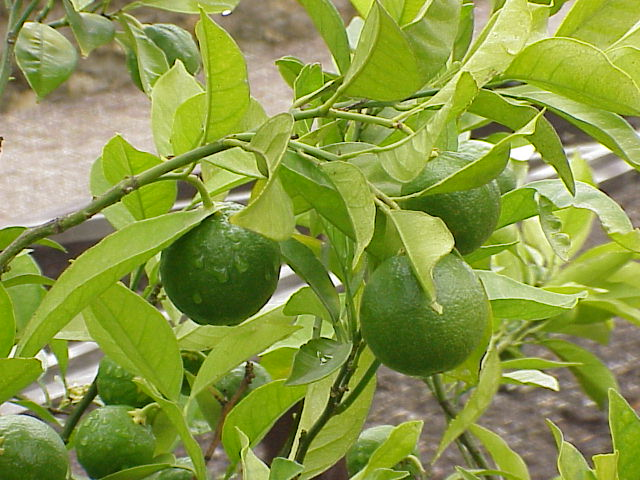
Fructe crude

- Bahianinha Baianina piracicaba. Arbore mic, apărut probabil printr-o mutație spontană de Navel Bahia. Este o varietate braziliană și se adaptează bine în regiunile călduroase.
- Fishe
- Gillemberg. Nu se cunoaște originea acestei varietăți, a fost descoperită de Gillemberg în 1985. Are un gust foarte bun.
- Lane Late. Detectată în 1950 printr-o mutație spontană în proprietatea lui L. Lane, în Australia. Practic 50% din producția Navel este de Lane Late.
- Leng
- Navelate
- Navelina
- Newhall
- Palmer
- Skaggs Bonanza
- Thomson
- Bahia sau Washington

### Grupul Albe

#### Varietăți
- Ambersweet
- Belladonna
- Verna
- Cadenera
- Castellana
- Delta Seedless
- Hamlin
- Marrs
- Midknight
- Natal
- Ovale
- Parson Brown
- Pera
- Pineapple
- Salustiana
- Shamouti
- Trovita
- Valencia
- Westin
- Barberina
- Valencia cutter

### Grupul Sânge

#### Varietăți
- Doble fina
- Maltaise sanguine
- Moro
- Sanguinelli
- Sanguinello
- Torocco
- Tomango
- Washington sanguina

### Grupul Sucrenias

#### Varietăți
- Succari
- Sucreña
- Lima
- Mosambi